# Ernst-Reuter-Platz
Ernst-Reuter-Platz è una piazza di Berlino, nel quartiere di Charlottenburg.
È dedicata ad Ernst Reuter, che fu il primo sindaco di Berlino Ovest, dal 1948 al 1953.
Al posto dell'attuale piazza vi era originariamente il punto detto Knie ("ginocchio"), dove l'asse congiungente il castello di Berlino a quello di Charlottenburg svoltava verso nord-ovest (attuali Straße des 17. Juni e Otto-Suhr-Allee); nel XIX secolo la Knie divenne punto d'incontro di importanti arterie cittadine. La zona fu infine devastata dai bombardamenti della seconda guerra mondiale.
L'attuale piazza fu realizzata dal 1956 al 1960 su progetto degli architetti Werner Düttmann e Bernhard Hermkes; lo schema, con una struttura viaria ad anello ed edifici a stecca indipendenti dai contorni stradali, si ispirò al progetto dell'arch. Mies Van der Rohe per la ricostruzione di Alexanderplatz (1929). Il centro della piazza è ornato da un'area verde con fontane e spazi pedonali.
Fra gli edifici, sorge sul lato occidentale il grattacielo Telefunken, di 22 piani; ad est della piazza vi è il grande complesso dell'Università Tecnica di Berlino.
L'Ernst-Reuter-Platz rappresentò, insieme al quartiere Hansa, uno dei migliori esempi di ricostruzione urbanistica postbellica a Berlino Ovest, ed è oggi sotto tutela monumentale (Denkmalschutz).